# 博加特耶薩貝
博加特耶萨贝（羅馬化：Bogatyye Saby，羅馬化：Baylar Sabası）是俄罗斯鞑靼斯坦共和国的市级镇，为萨贝区行政中心及规模最大聚居地，也是该区唯一的一座市级镇。地处鞑靼斯坦共和国北部，位于伏尔加河流域苗沙河一小型支流萨贝河畔，在共和国首府喀山东北方。
14世纪首见于文献。2022年人口有8,906人；2010年人口7,671；2002年人口7,196；1989年人口5,608。